# 倉本成春
倉本 成春（くらもと なりはる、1950年4月5日 - ）は、兵庫県伊丹市出身の空手家で、総合武術鍛錬場・倉本塾塾長。

## 来歴
10歳の時、地元にあった糸東流の空手道場に入門する。共に通い始めた同級生たちがやめていく中、空手修行を続け、中学2年で初段、高校2年で二段を取得する。
高校を卒業して上京、中村日出夫門下に入り内弟子となる。中村門下では茶帯から再スタートし、3年後、中村から初段を許される。以後6年間、稽古時間8～10時間、平均睡眠時間4時間という空手三昧の日々を経験する。
1972年11月、中村門下の内弟子としての修行を終え、地元・兵庫に戻る。兄の商いを手伝う一方で、空手道の鍛練に精進し、中国拳法の修行者、剣道の師範など、種々の武道家や格闘家たちと親交を深める。
1986年5月、神戸市東灘区に空手道場を開設する。神戸まつりのパレードなど、様々な演武会を各地で開催し、鍛え上げられた身体を武器として、土管やブロックなどを砕き割る演武を披露し、高い評価を得る。
2000年1月、林正秀とともに脩己會を設立。
2002年3月、倉本塾開設。競技、流派、所属団体を問わず、多くの空手家や格闘家が訪れ、稽古に励んでいる。
現在は脩己會を離れ、倉本塾で指導者の育成に力を入れている。

## その他
ヤシの実を手刀で割ったり、土管を素手で割るなど人間技とは思えぬ演武が知られている。
内弟子修行時代に盧山初雄（極真空手道連盟極真館会長）と出会い、現在も親交が続いている。